# فيرينك مولنار
فيرينك مولنار (بالمجرية: Molnár Ferenc )‏ (و. 1878 – 1952 م) هو كاتب، وصحفي، وكاتب مسرحي، وكاتب سيناريو، وكاتب للأطفال مجري، ولد في بودابست، توفي في نيويورك، عن عمر يناهز 74 عاماً، بسبب سرطان.
.

## التعليم
تعلم في جامعة جنيف.

## جوائز
حصل على جوائز منها:
- وسام فرانز جوزيف.

## وصلات خارجية
- فيرينك مولنار على موقع IMDb (الإنجليزية)
- فيرينك مولنار على موقع الموسوعة البريطانية (الإنجليزية)
- فيرينك مولنار على موقع مونزينجر (الألمانية)
- فيرينك مولنار على موقع ألو سيني (الفرنسية)
- فيرينك مولنار على موقع ميوزك برينز (الإنجليزية)
- فيرينك مولنار على موقع أول موفي (الإنجليزية)
- فيرينك مولنار على موقع قاعدة بيانات برودواي على الإنترنت (الإنجليزية)
- فيرينك مولنار على موقع قاعدة بيانات الأفلام السويدية (السويدية)
- فيرينك مولنار على موقع إن إن دي بي (الإنجليزية)
- فيرينك مولنار على موقع ديسكوغز (الإنجليزية)